# Balder Bomans
Balder Bomans (2 april 1983) is een Nederlands hockeyer.
Bomans speelde in 2005 4 interlands voor de Nederlandse hockeyploeg. De middenvelder speelde mee tijdens de Rabobank Trophy van dat jaar. Daarvoor speelde hij ook in diverse jeugdelftallen en speelde voorheen in clubverband bij Bennebroek en Leiden. Bomans debuteerde vervolgens als A-junior in de hoofdmacht van Bloemendaal in de Hoofdklasse in het seizoen 2000/2001 en won de Europacup I en werd in 2002 landskampioen. In 2003 verruilde Bomans Bloemendaal voor Amsterdam H&BC. Hier werd hij in 2004 landskampioen en in 2005 werd de Europacup I gewonnen. In 2009 maakte Bomans de overstap naar buurman Pinoké.